# Cabo de Santa Maria

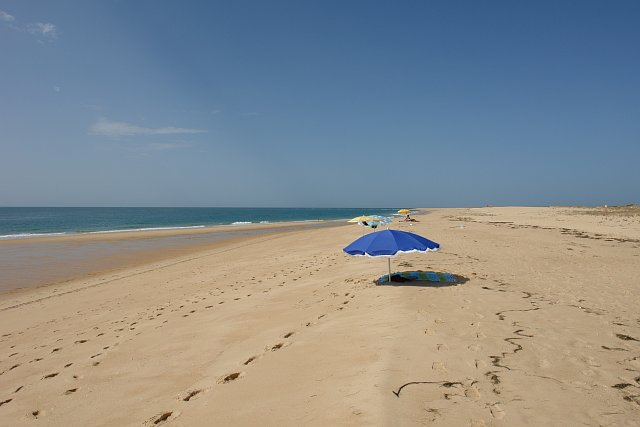
Île de Barreta, Algarve, Portugal.

Le Cabo de Santa Maria (Cap de Sainte Marie) est un cap du Portugal, dans la région de l'Algarve, au sud de la ville de Faro, sur l'île de Baretta.
Cette plage de sable est le point le plus au sud du Portugal continental.